# 30-та берегова батарея
Берегова бронебаштова батарея № 30 або 30-та берегова батарея (інша назва Форт «Максим Горький I» нім. Küstenbatterie Maxim Gorki I) — найпотужніша фортифікаційна споруда Севастополя, яка відіграла важливу роль в обороні Севастополя 1941—1942 рр. Призначалася для оборони Севастополя від нападу з моря з західного і північно-західного напрямків та з суходолу — з півночі і північного сходу. Розташована на північ від Севастополя в районі селища Любимівка (нині Нахімовський район міста Севастополя).

## Історія будівництва
В грудні 1912 року було розпочато будівництво низки сухопутних піхотних фортів системи сухопутної оборони Севастопольської фортеці. Один з них, так званий «Форт Бельбек» (інша назва Форт «Бастіон» нім. Festung Bastion.) був побудований на висоті Алькадар (західне відгір'я Мекензієвих гір, за 1,5 км на схід гирла річки Бельбек).
А в 1913 році поряд з фортом «Бельбек» розпочалося будівництво 12-дюймової баштової батареї № 26. Проект батареї розроблявся під керівництвом будівельника батареї військового інженера полковника Смирнова. Проект був розглянутий на засіданні Інженерного комітету Головного Військово-технічного управління (ГВТУ) 28 серпня 1914 року і повторно, з урахуванням зауважень ГВТУ, 26 червня 1915 року. Кошторис будівництва батареї оцінювався в 850 тисяч карбованців.
Згідно з проектом планувалося встановити на батареї дві двохгарматні бронебашти на єдиному підземному монолітному бетонному блоці. Підбашенні приміщення мали з'єднуватися підземними коридорами. Для забезпечення батареї водою були пробурені дві артезіанські свердловини, а під підлогою гарматного блоку облаштовані бетонні резервуари для води, загальною ємністю 500 м³. Для цілей ближньої оборони в 50 метрах на південний захід від гарматного блоку будувалася окрема казематна споруда — бетонне сховище для 3-дюймоих викатних протиоштурмових гармат та їх прислуги, а на 600 м північно-східніше — піхотне укріплення з бетонованими стрілецькими окопами і казематними сховищами.
Будівництво батареї йшло швидкими темпами до початку Першої світової війни. В 1915 році роботи були призупинені, оскільки баштові установки та обладнання, що виготовлялися для батареї в Петрограді були використані для посилення берегової оборони на Балтиці. Восени 1917 року будівництво остаточно припинене в готовності близько 70 %.
9 березня 1928року РВС СРСР ухвалив рішення визнати необхідним добудувати 305-мм баштову батарею в Севастополі. Кошторис на добудову затвердили в загальній сумі 3,843 мільйонів карбованців. Наказом Реввійськради Морських сил Чорного моря була створена Постійна рада з будівництва батареї № 30 очолювана командувачем Берегової оборони Чорного моря Іваном Мартиновичем Лудрі. А 24 грудня 1930 року була сформована «Контора окремого виконавця робіт з будівництва батареї № 30 (Любимівська КОПР БС МСЧМ)».
Проект добудови батареї був розроблений відділом оборонного будівництва Управління берегового будівництва Севастопольського Главвоенпорту під керівництвом військового інженера А. І. Василькова. За своєю будовою батарея складалася з гарматного блоку (залізобетонного масиву довжиною 130 і шириною 50 метрів), в якому були встановлені дві гарматні башти. Всередині блоку на двох поверхах розташовувалися льохи боєприпасів, силова станція, житлові і службові приміщення загальною площею понад 3000 м² і командний пункт з броньованими бойовою та дальномірною рубками та розташованим на глибині 37 метрів під землею центральним постом з приладами управління стрільбою. Гарматний блок, командний пункт і містечко для особового складу з'єднувалися між собою 580-метровою потерною. Для проживання особового складу батареї в мирний час було побудоване спеціальне містечко.
На озброєнні батареї малися чотири гармати калібру 305-мм, довжиною по 52 калібри (305х52), розташовані в двох баштових артилерійських установках типу МБ-2-12. Артустановки призначалися для ведення вогню по кораблям противника і його сухопутним частинам на дальності до 42 км, тобто на в зону обстрілу потрапляли Миколаївка і Поштове, а Бахчисарай міг обстрілюватися будь-яким типом снарядів. Ближня оборона батареї складалася з шести залізобетонних п'ятиамбразурних двоповерхових кулеметних вогневих точок, стрілецьких окопів і дротяних загороджень.
У 1934 році після пробних артилерійських стрільб по морським цілям батарея увійшла до складу частин Берегової оборони Чорноморського флоту. Першим командиром тридцятої батареї був капітан Єрміл Донець. А у листопаді 1937 року командування 30-ю батареєю прийняв старший лейтенант Георгій Олександрович Александер.

## Батарея вобороні Севастополя

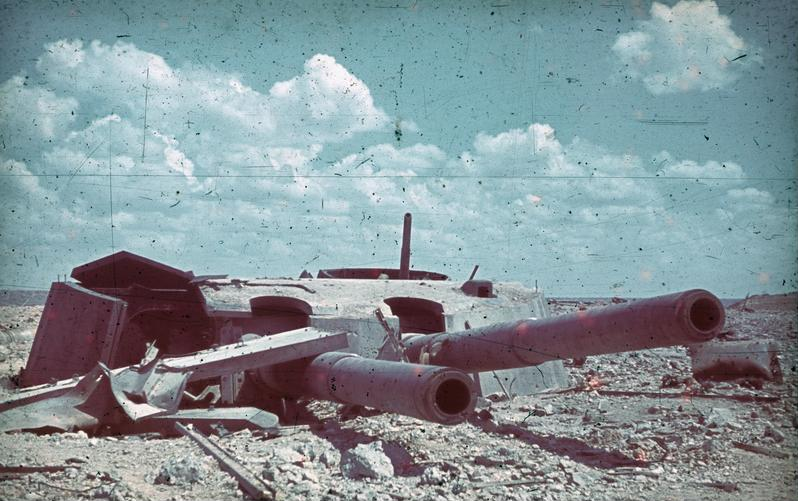
30-та батарея. Північна башта.
(німецьке фото, червень 1942 року)

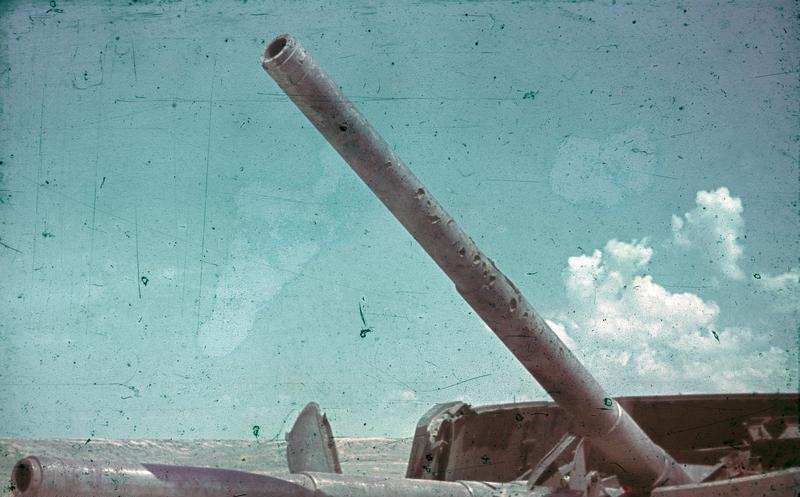
30-та батарея. Південна башта.
(німецьке фото, червень 1942 року)

Станом на 22 червня 1941 року 30-та берегова батарея входила до складу 1-го окремого артилерійського дивізіону Берегової оборони Головної військово-морської бази Чорноморського флоту «Севастополь». Командир батареї — капітан Г. О. Александер, політрук — старший політрук Є. К. Соловйов. З 4 листопада 1941 року 30-та батарея організаційно входила до складу 4-го сектору Севастопольського оборонного району (СОР).
Перші бойові постріли під час оборони Севастополя були виконані батареєю 1 листопада 1941 року: о 12 годині 40 хвилин батарея відкрила вогонь по скупченню мотомеханічних частин німецької 132-ї піхотної дивізії в районі станції Альма (нині селище Поштове). За два наступні місяці бойових дій батарея випустила по противнику за різними даними від 1034 (Журнал бойових дій 1-го ОАД) до 1238 снарядів і повністю розстріляла свої стволи. У січні — лютому 1942 року протягом 16 діб була проведена заміна гарматних стволів батареї.
У «Коротких підсумках бойових стрільб берегових батарей БО ГБ ЧФ за 7 місяців оборони Севастополя 30.10.1941 — 31.05.1942.» зазначалося:
| «Батарея № 30 провела 161 стрільбу, з них: 18 по танках, 12 по автомашинам, 34 по батареях, 22 по піхоті, 16 по населеним пунктам, 59 по іншим цілям. Витрачено 1034 постріли, максимальна витрата боєзапасу на одну стрільбу — 41 (на обстріл Бахчисараю), мінімальний — 1. Більшість стрільб здійснена на дистанції 60-80 кабельтови, 22% на дистанції понад 100 кабельтови. Прямою наводкою проведено 3 стрільби, з коригуванням 71 стрільба, без коригування 87 стрільб або 54%. Результати вогню: розбито і пошкоджено 17 танків, 1 паровоз, 2 вагони, близько 300 автомобілів з військами і вантажами, знищено 8 мінометних та артилерійських батарей, до 15 окремих гармат, 7 вогневих точок, до 3000 чоловік піхоти. Крім того, вогонь такої батареї мав на ворога величезний моральний ефект». |

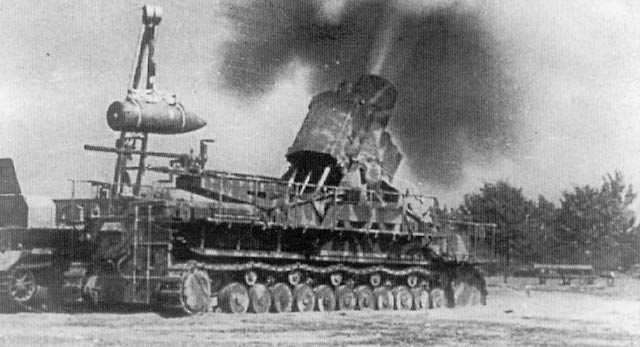
«Тор» — одна з двох мортир типу «Карл»

Навесні 1942 року німці, готуючись до вирішального штурму Севастополя, зосередили для боротьби з 30-ю батареєю потужну групу важкої артилерії, у тому числі спеціально доставлені з Німеччини 615-мм мортири «Карл» і 800-мм залізничну гармату «Дора». З 5 по 14 червня вони випустили по 30-й батареї 172 бетонобійних і 25 фугасних 615-мм снарядів. 7 червня після прямого попадання декількох важких снарядів одна башта батареї була виведена з ладу. Інша башта протягом наступних 10 діб здійснила близько 600 пострілів. Лише після того як вранці 17 червня і вона вийшла з ладу, німці блокували батарею. 26 червня ударна група німців увірвалася всередину блоку і захопила 40 полонених. Більша частина гарнізону батареї загинула від вибухів або задихнулася в диму.

## Післявоєнна історія
В 1947 році згідно з наказом Головнокомандувача Військово-морського флоту СРСР № 0010 від 13.01.1947 розпочато відновлення баштової батареї № 30 з використанням існуючих фортифікаційних споруд. Проект відновлення та реконструкції батареї був розроблений Мосвоенморпроектом Головного інженерного управління ВМФ під керівництвом інженер-майорів Маєва і Назаренка і затверджений Військово-морським міністром 16 червня 1950 року.
Згідно з проектом, через неможливість відновлення сильно пошкоджених у 1942 році 305-мм двухгарматних баштових установок МБ-2-12 їх було вирішено демонтувати і замінити двома трьохгарматними баштовими установками МБ-3-12-ФМ того ж калібру знятими з лінкора «Фрунзе» (колишній «Полтава»).
Значної реконструкції зазнав і командний пункт батареї. Для встановлення на ньому радіолокаційної станції управління вогнем артилерії комплексу «Берег» необхідно було збудувати спеціальну залізобетонну рубки для розміщення обертового антенного пристрою, накритого зверху радіопрозорим стеклопластиковим ковпаком. У приміщеннях наземної частини КП додатково були розміщені апаратний і агрегатний пости РЛС, що вимагало переробки входів. Збільшення в порівнянні з довоєнним енергоспоживання батареї змусило провести реконструкцію і її силового обладнання.
Перші стрільби відновлена батарея провела в листопаді 1954 року. В тому ж році вона була включена до складу 291-ї окремої артилерійської бригади Чорноморського флоту як 459-й баштовий артилерійський дивізіон. До складу дивізіону крім двох 305-мм башт входила 8-гарматна зенітна батарея (57-мм гармати типу С-60) і чотири зенітно-кулеметних установки. Першим командиром дивізіону був полковник І. К. Бобух.
Останній раз батарея виконувала реальні артилерійські стрільби в 1958 році при зйомках фільму «Море у вогні». В результаті в багатьох будинках довколишніх населених пунктів вилетіли шибки, у деяких — навіть зірвало дахи.
У 1997 році батарея, що залишилися у складі Чорноморського флоту Росії, була законсервована. Для утримання озброєння та фортифікаційних споруд колишньої 30-ї батареї в тому ж році був сформований 267-й взвод консервації Берегових військ ЧФ РФ.
В даний час на колишній 30-й береговій батареї відкрито музей берегових військ ЧФ.